# Jürgen Schutte
Jürgen Schutte (* 21. Juli 1938 in Fürstenwalde/Spree; † 19. Oktober 2018 in Berlin) war ein deutscher Literaturwissenschaftler und Professor für Germanistik.

## Leben
Jürgen Schutte studierte Germanistik, Philosophie und Geschichte an der FU Berlin und der Universität Zürich. 1971 schloss er sein Studium mit der Dissertation Schympff red. Frühformen bürgerlicher Agitation in Thomas Murners Großem lutherischen Narren ab. Von 1976 bis 1978 war er als Dozent am Aalborg Universitetscenter (Dänemark) tätig. 1981 folgte die Habilitation, ab 1992 lehrte er als Professor an der Freien Universität Berlin, an Universitäten in Peking und Bangkok sowie am Stanford College in Berlin. Seit 2003 war er emeritiert, seine Abschiedsvorlesung hieß: „Wahrheit und Methode. Versuch, meine Gedanken über den Gebrauchswert von Literatur zu ordnen“.
Schutte beschäftigte sich vor allem mit der deutschen Literatur von 1870 bis zur Gegenwart, mit besonderem Schwerpunkt auf der Zeit nach 1945. Seine Einführung in die Literaturinterpretation erlebte zahlreiche Neuauflagen und gilt als Standardwerk. Besonders verdient gemacht hat Schutte sich als Herausgeber der handschriftlichen Notizbücher von Peter Weiss (Gesamtausgabe auf CD-ROM, zusammen mit Wiebke Amthor und Jenny Willner, die Ausgabe ist Gunilla Palmstierna-Weiss gewidmet), des Kopenhagener Journals von Peter Weiss und des Briefwechsels Peter Weiss – Manfred Haiduk (beide mit Rainer Gerlach) sowie der Neuen Berliner Ausgabe der Ästhetik des Widerstands als „definitive Fassung“. Von 2000 bis 2006 war er stellvertretender Vorsitzender der Internationalen Peter Weiss-Gesellschaft, deren Ehrenmitglied er anschließend war.
Jürgen Schutte war zudem als Kurator tätig. 1988 kuratierte er die Ausstellung Dichter und Richter. Die Gruppe 47 und die deutsche Nachkriegsliteratur an der Akademie der Künste in Berlin (West), 1991 zusammen mit Gunilla Palmstierna-Weiss die Ausstellung Peter Weiss. Gemälde, Zeichnungen, Kollagen, Film, Theater, Literatur, Politik an der Akademie der Künste in Berlin (West) 1991 und am Moderna Museet Stockholm 1991.
In der Fachgruppe Hochschulen der Gewerkschaft Erziehung und Wissenschaft (GEW) hat er in den 1970er und 1980er Jahren Funktionen übernommen. Zudem gehörte Schutte dem wissenschaftlichen Beirat von Attac an und war Mitbegründer des Vereins Gemeingut in Bürgerhand (GiB).
Zu Schuttes 80. Geburtstag lobte Jörg Magenau in der Süddeutschen Zeitung, der Jubilar habe „sich in seiner wissenschaftlichen Arbeit stets auf das Brauchbare und das Nützliche konzentriert.“ Jürgen Schuttes Peter-Weiss-Sammlung befindet sich im Literaturarchiv der Akademie der Künste.
Schuttes Grab befindet sich auf dem Alten St.-Matthäus-Kirchhof Berlin.

## Publikationen (Auswahl)
- Schympff red. Frühformen bürgerlicher Agitation in Thomas Murners Großem lutherischen Narren (1522). Dissertation. J. B. Metzler 1973
- Lyrik des deutschen Naturalismus (1885–1893). J. B. Metzler, Reclam 1976
- Einführung in die Literaturinterpretation. J. B. Metzler 1985, 5. aktualis. und erg. Aufl. 2005
- als Hrsg. mit Peter Sprengel: Die Berliner Moderne 1885–1914. Reclam 1987
- Dichter und Richter. Die Gruppe 47 und die deutsche Nachkriegsliteratur. Katalog zur Ausstellung an der AdK
- als Hrsg. mit Gunilla Palmstierna-Weiss: Peter Weiss. Leben und Werk. Suhrkamp 1991
- als Hrsg. Peter Weiss: Die Notizbücher. Kritische Gesamtausgabe (CD-Rom). Directmedia Publishing 2006, 2. verbesserte und erw. Auflage Röhrig Universitätsverlag 2012
- als Hrsg. mit Rainer Gerlach: Peter Weiss: Das Kopenhagener Journal. Kritische Ausgabe. Wallstein 2006
- als Hrsg.: Peter Weiss: Die Ästhetik des Widerstands. Suhrkamp 2016
- Register zur Ästhetik des Widerstands von Peter Weiss. Verbrecher Verlag 2018